# Broder Carstensen
Broder Carstensen (* 27. Mai 1926 in Bredstedt; † 22. Januar 1992 in Bad Lippspringe) war ein deutscher Linguist, Lexikograph und Literaturwissenschaftler. Das von ihm verfasste Anglizismen-Wörterbuch ist ein wichtiger Meilenstein in der Erforschung der deutschen Gegenwartssprache und gehört zu den Standardwerken der deutschen Lexikographie. Er war Gründungsrektor der heutigen Universität Paderborn.

## Leben und Wirken
Von 1945 bis 1950 studierte Carstensen Anglistik, Germanistik, lateinische Philologie und Pädagogik an der Christian-Albrechts-Universität zu Kiel, wo er 1950 mit der Arbeit Der junge Tennyson zum Dr. phil. promovierte. Von 1958 bis 1960 arbeitete er als Privatdozent an der Christian-Albrechts-Universität zu Kiel und habilitierte 1959 mit der Schrift Studien zu Syntax des Nomens, Pronomens und der Negation in den Paston Letters. Anschließend übernahm Carstensen Professuren in der Anglistik, Fachbereich Sprach- und Literaturwissenschaft, an verschiedenen Universitäten: 1960 bis 1963 an der Philipps-Universität Marburg, 1963 bis 1969 an der Universität Hamburg, wo er von 1967 bis 1968 als Dekan tätig war. Von 1969 bis 1972 war er an der Johannes Gutenberg-Universität Mainz. Schließlich wurde er von 1972 bis 1976 Gründungsrektor der Gesamthochschule Paderborn (heute Universität Paderborn).
1971 bis 1980 veröffentlichte er in einer Zeitschrift der Gesellschaft für deutsche Sprache und später in der Zeitschrift Sprache und Literatur in Wissenschaft und Unterricht die Kolumne Die Wörter des Jahres. Die Kolumne wurde später von Hans Jürgen Heringer fortgesetzt. Er wertete hierfür Medientexte aus, sammelte Mode- und Schlagwörter sowie merkwürdige Sprachschöpfungen und zeigte, wie diese den Zeitgeist widerspiegelten.
Von 1977 bis 1992 arbeitete Carstensen gemeinsam mit Ulrich Busse an seinem Lebenswerk, dem Forschungsprojekt Anglizismen-Wörterbuch, das internationale Anerkennung fand. Nach seinem Tod 1992 wurde das von ihm begonnene Standardwerk von Ulrich Busse, Regina Schmude und Claus Gnutzmann weitergeführt und von 1993 bis 1996 in drei Bänden veröffentlicht.

## Mitgliedschaften
- Deutsche Gesellschaft für Amerikastudien (DGfA)
- Gesellschaft für Angewandte Linguistik (GAL)
- Gesellschaft für deutsche Sprache (GfdS)
- Dictionary Society of North America (DSNA)
- Societas Linguistica Europaea (SLE)

## Auszeichnungen
- 1991 Ehrendoktorwürde, Universität Posen

- Ein öffentlicher Weg auf dem Campus der Universität Paderborn ist nach Carstensen benannt.[4]

## Publikationen (Auswahl)
- Studien zu Syntax des Nomens, Pronomens und der Negation in den Paston Letters. Pöppinghaus, Bochum-Langendreer 1959.
- Die „neue“ Grammatik und ihre praktische Anwendung im Englischen. Diesterweg, Frankfurt 1966.
- Spiegel-Wörter, Spiegel-Worte: zur Sprache eines deutschen Nachrichtenmagazins. Hueber, München 1971. DNB 456255176.
- Beim Wort genommen. Bemerkenswertes in der deutschen Gegenwartssprache. Narr, Tübingen 1986. ISBN 3-87808-748-9.
- Broder Carstensen, Ulrich Busse: Anglizismen-Wörterbuch: der Einfluss des Englischen auf den deutschen Wortschatz nach 1945. 3 Vol., Walter de Gruyter, Berlin [u. a.] 1993ff. ISBN 3-11-012854-3.